# Gianni De Biasi
Gianni De Biasi (nacido el 16 de junio de 1956 en Sarmede, Italia) es un exfutbolista y entrenador de fútbol italiano. Actualmente está sin club.

## Trayectoria

### Como jugador
Empezó su carrera como profesional en el Inter de Milán; fue parte del primer equipo, aunque nunca llegó a jugar un partido con los nerazzurri y fue cedido al AC Reggiana de la Serie C en 1975 y al recién ascendido a la Serie A Pescara Calcio un año después. En 1977 fue traspasado al Brescia Calcio como parte del traspaso de Evaristo Beccalossi al Inter de Milán. Jugó en el Brescia cinco temporadas, sólo una de ellas en la Serie A. En 1983 firmó con el US Palermo, pero dejó el club tras la repentina desaparición de este en 1986. Después de esto jugó una temporada en el Vicenza Calcio y dos en el Treviso FC en la Serie C2. Se retiró del fútbol profesional en 1990, después de una temporada en la Serie D con el Bassano Virtus.

### Como entrenador
En 1990, se convirtió en el entrenador del equipo juvenil del Bassano Virtus; y al año siguiente, pasó a los juveniles del Vicenza Calcio. En 1992 hizo su debut como entrenador de un primer equipo en el FC Pro Vasto de la Serie C2; tras esto estuvo tres temporadas en el Carpi FC 1909. En 1996, pasó a ser el entrenador del Cosenza Calcio en la Serie B, pero fue despedido el día de Navidad. Después estuvo dos años al frente del SPAL 1907.
Modena
Llegó al Modena Calcio de la Serie C1 en 2000. Con los canarini ascendió dos veces consecutivas, llevándolos a la Serie A después de 38 años. Dejó el Modena en 2003, después de una buena temporada donde finalizaron decimoterceros. 
Brescia
Pasó al banquillo del Brescia Calcio, donde tuvo la oportunidad de entrenar a Roberto Baggio en su última temporada como jugador. Fue despedido en la segunda parte de la temporada 2004/2005.
Torino
En 2005 fue contratado por el Torino FC de la Serie B tras la desaparición del Torino Calcio y la formación del nuevo equipo, cuyo propietario era Urbano Cairo. Bajo su dirección, el Torino ascendió a la Serie A tras derrotar al Mantova Calcio en los play-offs. Aunque había sido confirmado como técnico para la temporada 2006/2007, fue despedido tres días antes del primer partido de Liga y remplazado por Alberto Zaccheroni. Sin embargo, el 26 de febrero de 2007, a la vista de los malos resultados del equipo, Cairo decidió despedir a Zaccheroni y contratar de nuevo a De Biasi, que salvó al equipo del descenso.
Levante UD y regreso al Torino
El 9 de octubre de 2007, fue contratado por el Levante UD español para reemplazar a Abel Resino como entrenador, habiendo sumado un solo punto en 7 partidos. La enorme crisis financiera, que amenazaba al club levantinista con la desaparición, impidió a De Biasi realizar fichajes en el mercado de invierno; además, muchos jugadores abandonaron el club. Pese a mejorar los resultados cosechados por su predecesor, sumando 21 puntos en 25 partidos, el descenso sería inevitable. El 16 de abril de 2008, abandonó el club granota y regresó al Torino para intentar salvarlo del descenso una vez más. Logró el objetivo y continuó en el equipo piamontés, hasta que fue destituido a finales de año.
Udinese
El 22 de diciembre de 2009, fue confirmado como nuevo entrenador del Udinese Calcio, después de que dicho club rescindiera el contrato del hasta ese momento su entrenador, Pasquale Marino. Logró la permanencia para el conjunto de Údine, pero no continuó en el banquillo.
Selección de Albania
El 14 de diciembre de 2011, fue anunciado como nuevo seleccionador de la Selección de fútbol de Albania. Llegó a un acuerdo en tal sentido con la Federación del país balcánico por un periodo de dos años. En octubre de 2013 renovó su contrato por dos años más. Bajo su mando, el conjunto nacional albanés logró un hecho histórico, ya que superó la clasificación para la Eurocopa 2016, lo que le permitió participar por primera vez en una fase final de un gran torneo internacional. Dimitió de su cargo en junio de 2017.
Alavés
El 22 de septiembre de 2017, firmó como nuevo técnico del Deportivo Alavés de la Primera División de España, reemplazando a Luis Zubeldía. Sin embargo, el club optó por rescindir su contrato tras sólo dos meses en el cargo, periodo en el cual sumó 3 victorias y 5 derrotas en 8 partidos.
Selección de Azerbaiyán
El 31 de julio de 2020, accedió al cargo de seleccionador de Azerbaiyán.En noviembre de 2023, dejó su cargo de común acuerdo luego de tres años en el banquillo.

## Clubes

### Como jugador
| Club           | País   | Año       |
| -------------- | ------ | --------- |
| Treviso FC     | Italia | 1974-1975 |
| Inter de Milán | Italia | 1975-1976 |
| AC Reggiana    | Italia | 1976-1977 |
| Pescara Calcio | Italia | 1977-1978 |
| Brescia Calcio | Italia | 1978-1983 |
| USC Palermo    | Italia | 1983-1986 |
| Vicenza Calcio | Italia | 1986-1987 |
| Treviso FC     | Italia | 1987-1989 |
| Bassano Virtus | Italia | 1989-1990 |

### Como entrenador
| Club                    | País       | Año       |
| ----------------------- | ---------- | --------- |
| Bassano Virtus          | Italia     | 1990-1991 |
| Vicenza Calcio          | Italia     | 1991-1992 |
| Pro Vasto               | Italia     | 1992-1993 |
| Carpi FC 1909           | Italia     | 1993-1996 |
| Cosenza Calcio          | Italia     | 1996-1997 |
| SPAL 1907               | Italia     | 1997-1999 |
| Modena FC               | Italia     | 1999-2003 |
| Brescia Calcio          | Italia     | 2003-2005 |
| Torino FC               | Italia     | 2005-2006 |
| Torino FC               | Italia     | 2007      |
| Levante UD              | España     | 2007-2008 |
| Torino FC               | Italia     | 2008      |
| Udinese Calcio          | Italia     | 2009-2010 |
| Selección de Albania    | Albania    | 2011-2017 |
| Deportivo Alavés        | España     | 2017      |
| Selección de Azerbaiyán | Azerbaiyán | 2020-2023 |